# Corynoptera praeparvula
Corynoptera praeparvula är en tvåvingeart som beskrevs av Werner Mohrig och Nina Krivosheina 1983. Corynoptera praeparvula ingår i släktet Corynoptera och familjen sorgmyggor.
Artens utbredningsområde är Turkmenistan. Inga underarter finns listade i Catalogue of Life.